# Fibra de vidro

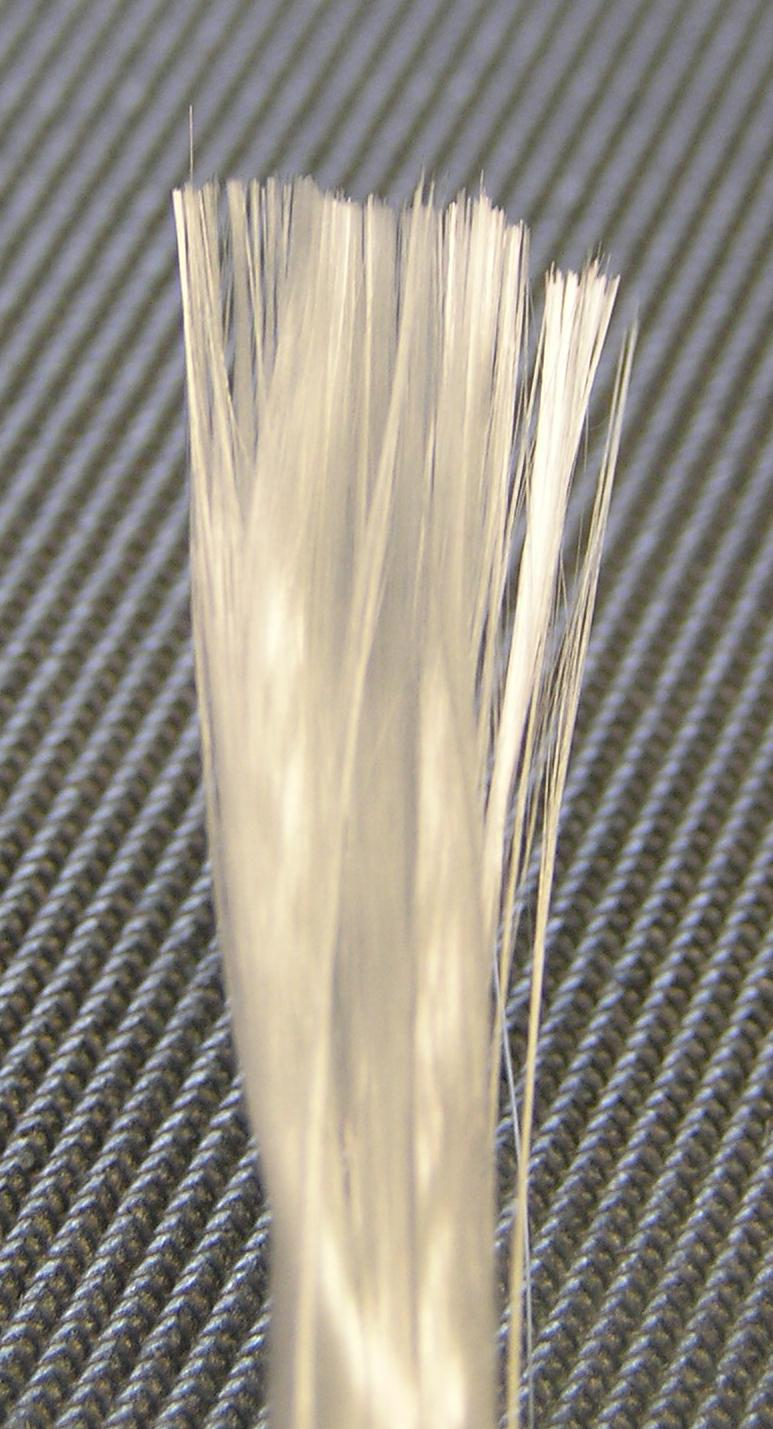
Feixe de fibras de vidro

A expressão fibra de vidro pode tanto referir-se à própria fibra como ao material compósito. Polímero Reforçado com Fibra de Vidro (PRFV), que é popularmente conhecido pelo mesmo nome. 
É um material composto da aglomeração de finíssimos filamentos de vidro que não são rígidos e são altamente flexíveis. Quando adicionado à resina poliéster (ou outro tipo de resina), transforma-se em um composto popularmente conhecido como fibra de vidro, mas na verdade o nome correto é PRFV, ou seja, "Polímero Reforçado com Fibra de Vidro".
O PRFV tem alta resistência à tração, flexão e impacto, sendo muito empregado em aplicações estruturais. É leve e não conduz corrente elétrica, sendo utilizado também como isolante estrutural. Permite ampla flexibilidade de projeto, possibilitando a moldagem de peças complexas, grandes ou pequenas, sem emendas e com grande valor funcional e estético.
Não enferruja e tem excepcional resistência a ambientes altamente agressivos aos materiais convencionais. A resistência química das Fibras de Vidro são determinadas pela resina e construção do laminado. Pode ser produzido em moldes simples e baratos, viabilizando a comercialização de peças grandes e complexas, com baixos volumes de produção. Mudanças de projeto são facilmente realizadas nos moldes de produção, dispensando a construção de moldes novos. Os custos de manutenção são baixos devido à alta inércia química e resistência às intempéries, inerente ao material.
Atualmente, principalmente pela redução de peso em veículos elétricos, maior produtividade e praticidade de fabricação, cada vez mais tem sido comum o uso da Fibra de Vidro.
Existem vários modelos de fibras de vidro como os da Shorebreak Composites .
Várias montadoras brasileiras como Gurgel, Puma e Miura fabricavam seus carros com carrocerias de fibra de vidro.
O gigantesco Airbus A380 usa fibra de vidro em sua fuselagem e asas, o que o torna mais leve e resistente e praticamente à prova de impactos com aves e até ataques terroristas.